# Amt Oldenburg-Land
L’ amt Oldenburg-Land est un amt, c'est-à-dire une forme d'intercommunalité du Schleswig-Holstein, dans l'arrondissement du Holstein-de-l'Est, dans le Nord de l'Allemagne. Il regroupe six municipalités et comptait 9 249 habitants en décembre 2018.

## Source de la traduction
- (de) Cet article est partiellement ou en totalité issu de l’article de Wikipédia en allemand intitulé « Amt Oldenburg-Land » (voir la liste des auteurs).